# Stictochironomus unguiculatus
Stictochironomus unguiculatus är en tvåvingeart som först beskrevs av Malloch 1934.  Stictochironomus unguiculatus ingår i släktet Stictochironomus och familjen fjädermyggor. Inga underarter finns listade i Catalogue of Life.